# Airstrip Crater
Airstrip Crater är ett berg i Antarktis. Det ligger i Sydshetlandsöarna. Argentina, Chile och Storbritannien gör anspråk på området. Toppen på Airstrip Crater är 4 meter över havet. Airstrip Crater ligger vid sjön Verde.
Terrängen runt Airstrip Crater är huvudsakligen kuperad, men åt nordväst är den platt. Havet är nära Airstrip Crater söderut. Trakten är glest befolkad. Närmaste befolkade plats är Gabriel de Castilla Spanish Antarctic Station, 5,4 kilometer väster om Airstrip Crater. 